# Gnaphalostoma nivacula
Gnaphalostoma nivacula är en fjärilsart som beskrevs av Diakonoff 1976. Gnaphalostoma nivacula ingår i släktet Gnaphalostoma och familjen vecklare. Inga underarter finns listade i Catalogue of Life.